# Bolliger & Mabillard
Bolliger & Mabillard Consulting Engineers (B&M) és una consultora de disseny de muntanyes russes situada a Monthey, Suïssa. La companyia va ser fundada el 1988 per Walter Bolliger i Claud Mabillard. Des de 1990, B&M han construït més de 60 muntanyes russes per tot el món i han sigut pioners en el desenvolupament de noves tecnologies, sobretot pel que fa a les muntanyes russes invertides. La companyia va començar amb quatre treballadors i ha anat creixent. Ocupa en l'actualitat més de 30 persones, la majoria enginyers i delineants.
A l'estat espanyol, les muntanyes russes Dragon Khan i Shambhala a PortAventura, i Superman: La Atracción de Acero i Batman: Arkham Asylum al Parque Warner Madrid són obra de B&M.

## Història
La companyia, nomenada per Walter Bolliger i Claud Mabillard va començar el 1990 amb la muntanya russa d'en peus "Iron Wolf", que es troba al parc Six Flags Great America, al nord de Chicago als EUA. Dos anys més tard, es van fer un nom amb la muntanya russa invertida anomenada "Batman: The Ride" també situada al Six Flags Great America.
Tant Walter Bolliger com Claud Mabillard havien treballat per Intamin AG abans de fundar la seva pròpia empresa. Durant la seva estada a Intamin AG, van ajudar a la companyia dissenyar la seva primera muntanya rusa d'en peus (originalment "Shockwave" al Six Flags Magic Mountain de Califòrnia i abans anomenada "Batman: The Escape" al ja tancat Six Flags Astroworld) a més de contribuir a altres projectes d'Intamin AG com "Z-Force" al Six Flags Great America (ara "Flashback" al Six Flags Magic Mountain), abans de separar-se de la companyia. Moltes de les muntanyes russes anomenades anteriorment estaven subcontractades per Giovanola.
Les seves atraccions inclouen les ja anomenades muntanyes russes d'en peus i invertides, igual que les hiper-muntanyes russes (més altes de 60 metres), muntanyes russes sense terra (on els peus del passatger no toquen a terra) i muntanyes russes voladores (on els passatgers munten a l'atracció de bocaterrossa).

## Atraccions en funcionament
El 2007 B&M té 69 muntanyes russes funcionant per tot el món. La seva última atracció, "Griffon" va obrir al públic el dia 25 de maig de 2007 a Busch Gardens Europe. Bolliger & Mabillard té 24 de 50 muntanyes russes a la llista de les 50 millors muntanyes russes d'acer de 2006 pels premis Golden Ticket; de les quals 4 estan situades al Top 10. Tenen més muntanyes russes a la llista que qualsevol altre fabricant.

## Lloances
Els afeccionats a les muntanyes russes sovint lloen les atraccions de B&M per la seva suavitat a la vegada que fan un recorreguts molt virats. Les seves hiper-muntanyes russes són conegudes per la quantitat d'"airtimes" als que els passatgers són sotmesos.